# Duby u kaple
Duby u kaple v Lubech u Chebu byla v době vyhlášení v roce 1986 trojice statných památných stromů dubů letních (Quercus robur) v okrese Cheb v Karlovarském kraji. Ze dvou dubů byla po jejich zničení zrušena ochrana v roce 1999 a tak zůstal pouze jediný poslední mohykán. Ten roste u kaple Panny Marie na hřbitově v Lubech. Koruna stromu sahá do výšky 22 m, obvod kmene měří 378 cm (měření 2014). Strom je chráněn od roku 1986 jako esteticky zajímavý strom významný stářím a vzrůstem a jako součást kulturní památky. 

## Stromy v okolí
- Javory u kaple
- Zámecká alej a buky v Horních Lubech
- Lubská lípa